# Marie Nathusius
Pour les articles homonymes, voir Nathusius.
Marie Nathusius, née Scheele, née le 10 mars 1817 à Magdebourg et morte le 22 décembre 1857 à Neinstedt, arrondissement d'Aschersleben, est une romancière et compositrice allemande.

## Biographie
Son père est le pasteur calviniste Friedrich August Scheele. Elle grandit à Calbe. En 1841, elle épouse l'éditeur Philipp von Nathusius (de) (1815–1872). Le couple vit à Althaldensleben et fonde plus tard à Neinstedt une organisation caritative pour les handicapés (Neinstedter Anstalten). Le couple a eu sept enfants, dont le politicien Philipp von Nathusius-Ludom (de) (1842–1900) et le théologien Martin von Nathusius (de) (1843-1906). Une petite-fille est la romancière Annemarie von Nathusius (de) (1874–1926).
Elle est l'un des romanciers les plus lues de la seconde moitié du XIXe siècle en Allemagne. Ses œuvres Tagebuch eines armen Fräuleins, Langenstein und Boblingen et Elisabeth. Eine Geschichte, die nicht mit der Heirat schließt ont été traduites et publiées dans plusieurs pays.

## Ouvrages principaux
- Tagebuch eines armen Fräuleins. Abgedruckt zur Unterhaltung und Belehrung junger Mädchen ; 1854
- Joachim von Kamern. Ein Lebenslauf ; 1854
- Langenstein und Boblingen ; 1855
- Rückerinnerungen aus einem Mädchenleben ; 1855
- Die alte Jungfer ; 1857
- Elisabeth. Eine Geschichte, die nicht mit der Heirat schließt ; 1858
- Die Geschichten von Christfried und Julchen ; 1858
- Hundert Lieder, geistlich und weltlich, ernsthaft und fröhlich ... ; 1865